# Substància fonamental amorfa del teixit connectiu
La substància fonamental amorfa del teixit conjuntiu és una substància de consistència de gel, transparent i incolora. Pot apreciar-se homogènia al microscopi òptic i heterogènia a l'electrònic. A més, en l'electrònic presenta una baixa electrodensitat. És sintetitzada pels fibroblasts

## Funcions
- La nutrició a través de substàncies hidrosolubles.
- Actuar com barrera contra la disseminació d'infeccions.

## Composició i dinàmica
Els glucosaminglicans (GAG's) són polisacàrids de cadena llarga formats per disacàrids formats per una hexosanina i una molècula d'àcid urònic. També tenen units grups sulfat i carboxil que fan que tingui una especial apetència per l'aigua, i de fet solen estar bastant hidratats.
Diversos GAG's han d'unir-se a una sola proteïna per a formar proteoglicans mitjançant enllaç covalent. Els proteoglicans s'uneixen a l'àcid hialurònic formant agregats de proteoglicans.
Les molècules que permeten la correcta distribució d'altres molècules en la matriu es diuen glucoproteïnes estructurals, la finalitat de les quals és l'adherència de les cèl·lules als components de la matriu extra-cel·lular.
La substància fonamental amorfa conté una làmina basal formada per col·lagen del tipus IV (el característic de làmines basals), proteoglucans i alguna proteïna estructural com la laminina.